# Sun-1
Sun-1 is de eerste generatie van Unix-werkstations en -servers die in mei 1982 aangeboden werd door Sun Microsystems. De Sun-1-reeks was gebaseerd op een CPU-bord dat met financiële steun van DARPA ontworpen werd door Andy Bechtolsheim toen hij aan Stanford University studeerde. De Sun-1-systemen draaiden SunOS 0.9, een portering van Seventh Edition Unix naar de Motorola 68000-microprocessor door UniSoft.
De Sun-1 werd opgevolgd door de Sun-2 en Sun-3, twee werkstationgeneraties die ook gebruik maakten van processors uit de Motorola 68000-familie. Pas met de Sun-4-generatie uit 1987 verscheen een werkstation met de door Sun ontwikkelde SPARC-processor op de markt.

## Hardware
Het Sun-1-werkstation was gebaseerd op het SUN-werkstation van Stanford University, ontworpen door Sun Microsystems-medeoprichter Andy Bechtolsheim. De kern van dit ontwerp waren de Multibus CPU-, geheugen- en videokaarten. De kaarten die in het Sun-1-werkstation werden gebruikt, waren een ontwerp van de tweede generatie met een eigen geheugenbus waardoor het geheugen kon worden uitgebreid tot 2 MB zonder prestatieverlies.
Het Sun 68000-bord dat in 1982 werd geïntroduceerd, was een krachtige computer bestaande uit één printplaat. Het combineerde een 10 MHz Motorola 68000-microprocessor, een door Sun ontworpen geheugenbeheereenheid (MMU), 256 kB zero wait state-geheugen met pariteit, tot 32 kB EPROM-geheugen, twee seriële poorten, een 16-bits parallelle poort en een Intel Multibus (IEEE 796 bus)-interface in een enkele 12-inch brede (300 mm), 6,75-inch diepe (171 mm) Multibus-vormfactor.
Door gebruik te maken van de Motorola 68000-processor die nauw is gekoppeld aan de Sun-1 MMU, kon de Sun 68000 CPU-kaart een multitasking-besturingssysteem zoals Unix ondersteunen. De CPU-kaart bevatte een door Sun ontworpen MMU met ondersteuning voor geheugenbescherming, code sharing en demand paging. De Sun-1 MMU was nodig omdat de Motorola 68451 MMU niet altijd correct werkte met de 68000 en niet altijd de processorstatus kon herstellen na een page fault.
Het CPU-bord bevatte 256 kB geheugen dat kon vervangen of uitgebreid worden met twee extra geheugenkaarten voor een totaal van 2 MB. Hoewel de geheugenkaarten de Multibus-vormfactor gebruikten, werd de Multibus-interface alleen gebruikt voor stroomvoorziening. Alle geheugentoegang gebeurde via de kleinere privé P2-bus. Dit was een synchrone privé-geheugenbus die gelijktijdige geheugeninvoer- en uitvoeroverdrachten mogelijk maakte. Bij het installeren van de eerste uitbreidingskaart van 1 MB moest het 256 kB geheugen op de CPU-kaart of de eerste 256 kB op de uitbreidingskaart uitgeschakeld worden.
De 17-inch CRT-monitor werd samen met het moederbord in één behuizing geïnstalleerd.
Sun-1-systemen die geüpgraded werden met een Sun-2 Multibus CPU-bord werden geïdentificeerd met een U-achtervoegsel bij hun modelnummer.

## Modellen
| Model   | Chassis                      |
| ------- | ---------------------------- |
| Sun 100 | 7-slot Multibus (desktop)    |
| Sun 150 | 15-slot Multibus (rackmount) |

## Fotogalerij

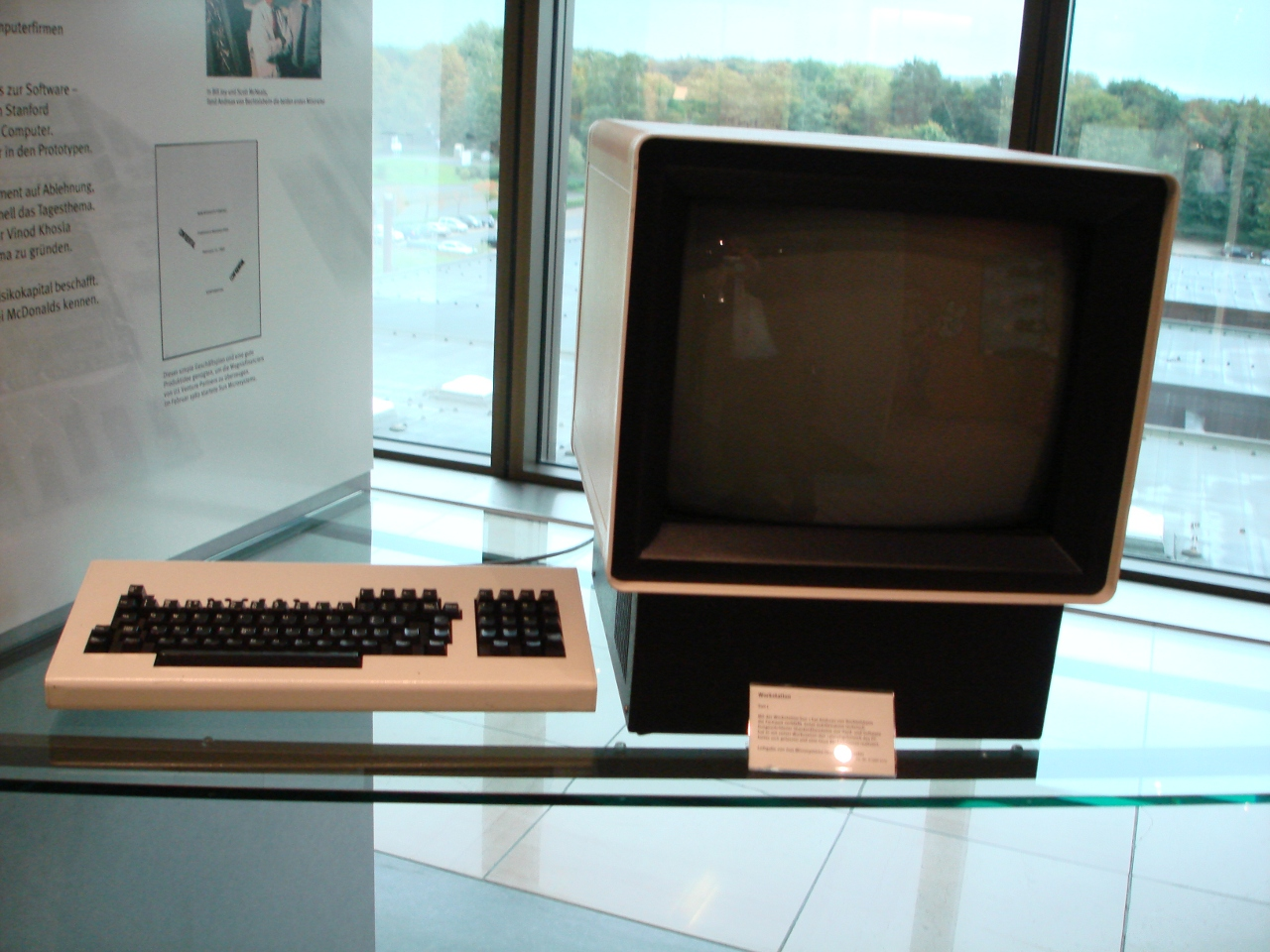
Sun 1/100 desktop werkstation
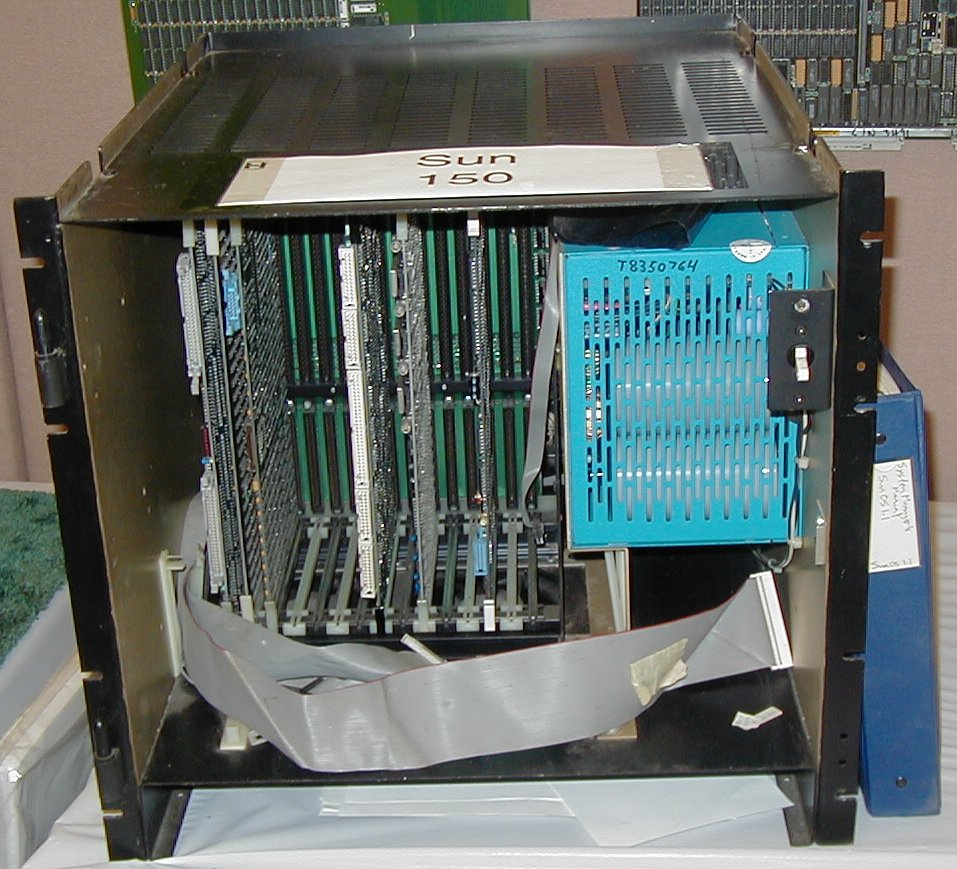
Sun 150U rackmount server
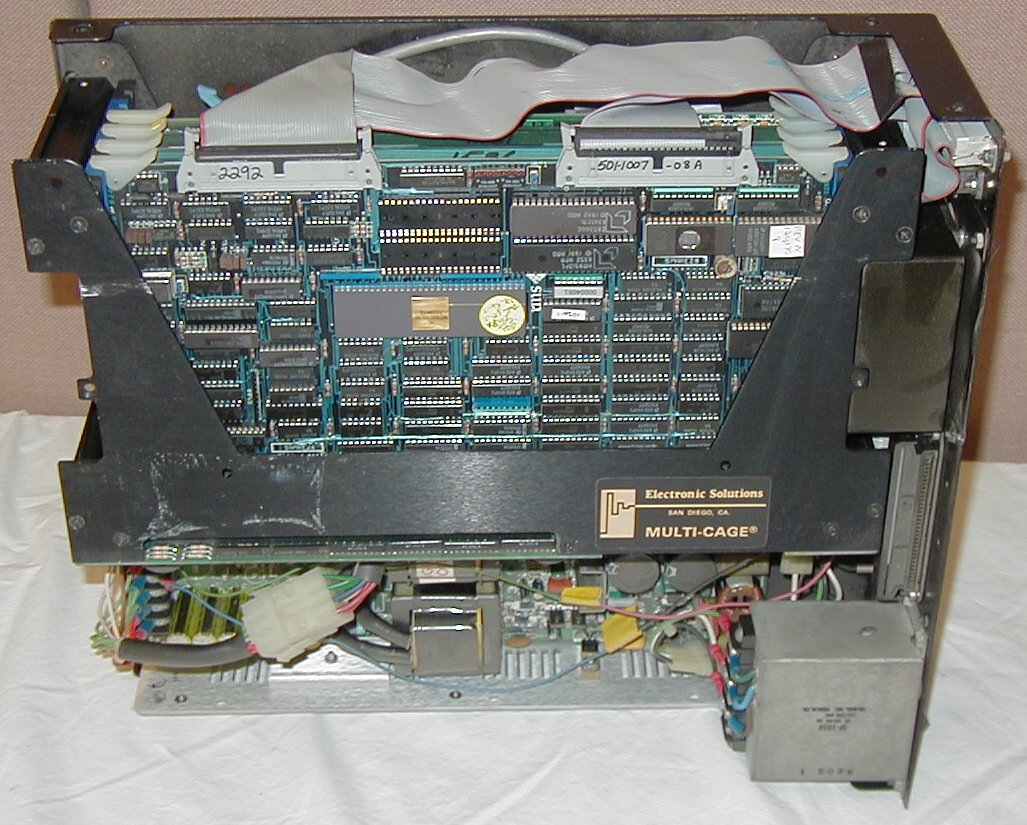
Sun 100U Multibus cardcage
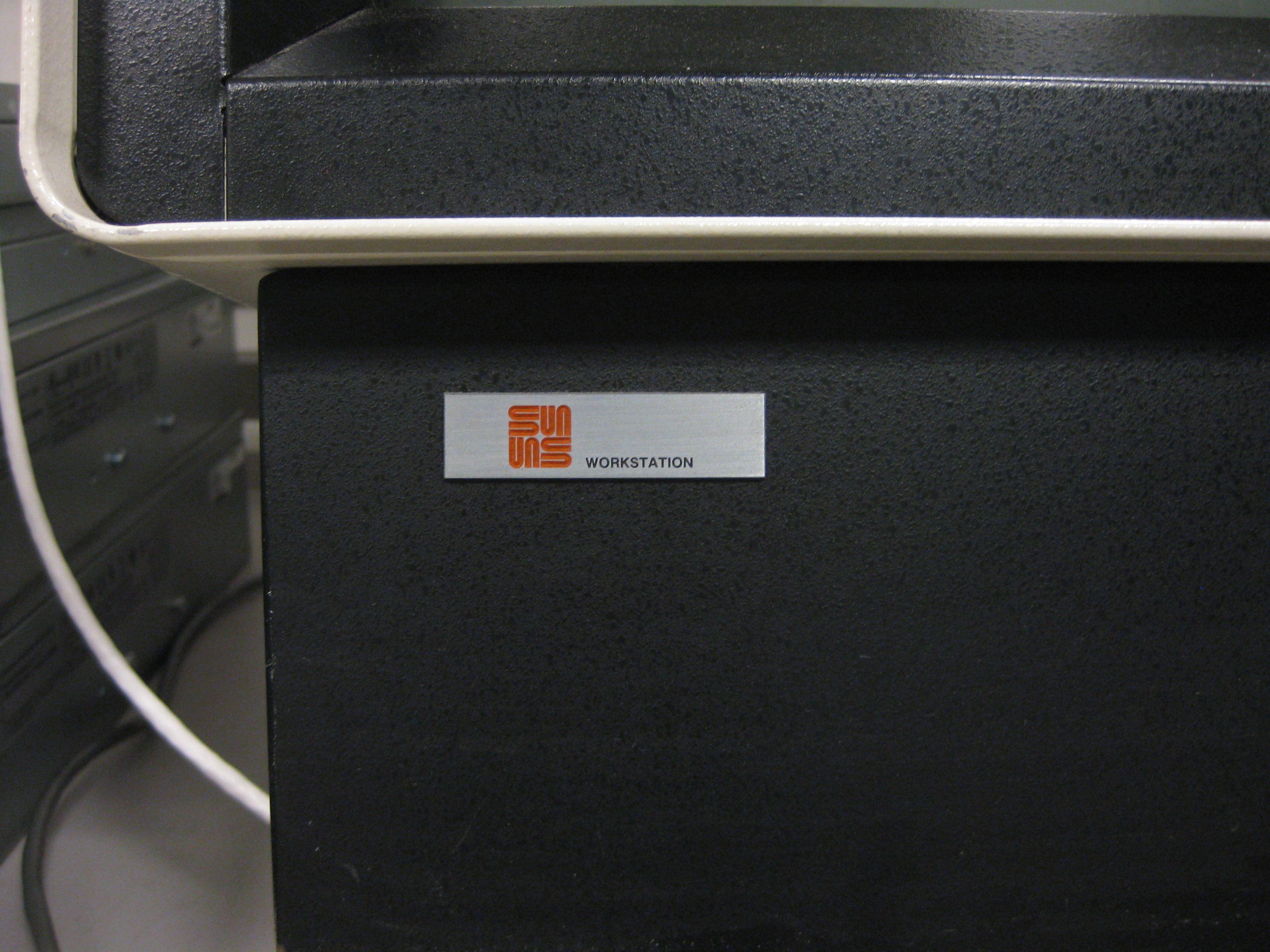
Het eerste Sun-1 logo